# Ivaniš Nelipčić
Ivaniš Nelipčić Cetinski († 1434.), hrvatski velikaš, cetinski i omiški knez i hrvatsko-dalmatinski ban. Posljednji je muški potomak velikaške obitelji Nelipić.

## Životopis
Rođen je u obitelji kneza Ivana († 1378./79.) i Margarete Merini. Od oca je naslijedio cetinsku knežiju. Obnašao je različite dužnosti u Hrvatskom Kraljevstvu, pa je tako bio i knez dalmatinskih gradova Trogira (1393.) i Splita (1403.). Tijekom građanskog rata između kralja Žigmunda Luksemburškog i Ladislava Napuljskog, knez Ivaniš je podržavao Ladislava koji mu je darovao Skradin (1403. – 1406.) i Klis (1406.). Od 1406. podržavao je, zajedno s knezovima Frankopanima kralja Žigmunda, zbog čega je izgubio Skradin, ali je uspio zadržati Klis.
Godine 1416. stekao je i omiško kneštvo, nakon što mu ga je predala sestra Jelena Nelipčić, udovica hercega Hrvoja Vukčića Hrvatinića. Od iste godine se samovoljno nazivao banom Hrvatske i Dalmacije, iako je vjerojatno da ga je kralj Žigmund bio skinuo s te dužnosti, koju je zakonito obnašao od 1414. godine.
Oženio se Elizabetom, kćerkom ugarskog palatina Detrika Bubeka s kojom je imao dvije kćeri Katarinu i Margaretu. Budući da nije imao muškog potomstva, posvojio je zeta Ivana VI. (Anža) Frankopana Cetinskog, najstarijeg sina Nikole IV. Frankopana, te mu založio svoje posjede kao miraz svoje kćeri Katarine. Međutim, Anž je nakon tastove smrti izgubio preuzetu baštinu u korist kraljevih favorita, Talovaca.